# Blank Page
Blank Page – popowa ballada pochodząca z siódmego studyjnego albumu amerykańskiej wokalistki Christiny Aguilery zatytułowanego Lotus (2012). Utwór został napisany przez Aguilerę, Chrisa Braide’a i Się Furler oraz wyprodukowany przez samego Braide’a. Wraz z Furler Aguilera stworzyła już wcześniej balladę „You Lost Me”, która została wydana jako singel promujący album Bionic (2010).
„Blank Page” spotkał się z ogólnym uznaniem wśród krytyków muzycznych. Pochwalone zostały emocjonalny i szczery tekst utworu, wokal Aguilery oraz akompaniament samego tylko fortepianu w warstwie instrumentalnej. Niektórzy z recenzentów z zadowoleniem porównali piosenkę do przebojowej ballady wykonawczyni z 2002 „Beautiful”. Współautorstwo Sii Furler również pozytywnie wpłynęło na opinie pamflecistów. Na początku 2013 Aguilera wystąpiła z utworem „Blank Page” podczas 39. gali wręczenia nagród People’s Choice Awards. Jej wykonanie zostało okrzyknięte jako poruszające i „niczym nieograniczone”.

## Informacje o utworze
„Blank Page” jest melancholijną balladą, utrzymaną w klimacie muzyki pop i soulu, zagraną na fortepianie. Piosenkę wyprodukował Chris Braide, jej autorami są Braide, Christina Aguilera oraz Sia Furler. Utwór dał Aguilerze i Furler trzecią okazję do współpracy. Wcześniej artystki tworzyły materiał na szósty album studyjny Aguilery Bionic oraz ścieżkę dźwiękową do filmu Burleska (2010); efektem kolaboracji jest między innymi singel „You Lost Me”. Warstwa tekstowa utworu skupia się emocjach podmiotu lirycznego. Po zakończeniu związku bohaterka usilnie prosi ukochanego, by dał jej szansę powrotu do siebie. Tekst stawia ją w pozycji winnej, prosi ona o przebaczenie i drugą szansę. Piosenka mówi o popełnianiu błędów i zdawaniu sobie sprawy, że nie można wrócić do tego, co było, ale można zacząć od początku, z czystym kontem. „Wiem, że to boli, znam ten ból; lecz ludzie się zmieniają, Bóg wie, że nie byłam święta”, wyznaje bohaterka. W refrenie podmiot liryczna śpiewa, że jest tytułowym wakatem w książce: „Jestem pustą kartką, czekającą, aż powołasz mnie do życia”. Aguilera wyznała, że „Blank Page” przypomina jej pochodzącą z albumu Stripped kompozycję „Beautiful” (2002), jeden z jej największych przebojów:

Pod względem jakości wykonania piosenka przypomina mi „Beautiful”; uważam, że utwór jest w swojej treści równie wrażliwy i wzmacniający, lecz dotyka innej treści – związku. Dotyczy możliwości przeproszenia i faktu, że sam również możesz nosić w sobie żal, ale jego właściwą treścią jest chęć zakończenia pewnych spraw i zawarcie pokoju z sobą samym w danej sytuacji. Ten utwór jest w pewnym sensie sercem całej płyty.

## Opinie
W zestawieniu o nazwie „Piosenki Christiny Aguilery, których nie nigdy nie słyszałeś, a powinieneś” dziennikarka muzyczna Lexxie Ehrenkaufer (witryna hypable.com) rekomendowała „Blank Page” jako jeden z najbardziej wartościowych utworów w dyskografii artystki, chwaląc zdolności wokalne wykonawczyni oraz „chwytający za serce, wybitny tekst”. Zdaniem Richarda Erica (The Gospel According to Richard Eric), „Blank Page” to jedna z najlepszych piosenek 2012 roku, dowodząca, że Aguilera jest „mistrzynią formatu introspektywnej power ballady”. W 2018 roku Jason Scott, współpracujący z serwisem popdust.com, uplasował „Blank Page” w czołówce najlepszych i najlepiej zaśpiewanych kompozycji Aguilery; nagranie uznał za „niedoceniony szlagier, który wyprzedził własne czasy”.

### Recenzje
Piosenka uzyskała pozytywne recenzje krytyków muzycznych. Robert Copsey, współpracujący z serwisem internetowym Digital Spy, okrzyknął utwór „zaskakująco szczerym i spowiedniczym”, a Paweł Gzyl (onet.pl) nazwał piosenkę „subtelną balladą”. Zdaniem Glenna Gamboa z portalu Newsday.com, to ballady jak „Blank Page” są najmocniejszą stroną krążka Lotus. Chris Younie (4music.com) porównał „Blank Page” do „Sing for Me”, innej ballady zamieszczonej na Lotusie, jednak podkreślił wyższość omawianej kompozycji nad drugą, nazywając ją „dziesięć razy lepszą”. „Utwór to niezaprzeczalny geniusz. Jest elegancki i pełen szczerych wyznań. Głos Christiny brzmi surowo, podkład muzyczny jest skąpy, a efekt – piękny. Piosenka opiera się wokalu Christiny i przygrywającym fortepianie, w czym z miejsca się zakochujemy. Natychmiast wybaczylibyśmy komuś, gdyby śpiewał nam w taki sposób”. Konkludując, Younie porównał balladę do singlowego przeboju Aguilery „Beautiful” z 2002 roku. Stephen Thomas Erlewine z serwisu AllMusic napisał, że w „Blank Page” „Aguilera zaskarbia sobie całą uwagę słuchacza”. Jon Caramanica, redaktor pisma The New York Times, uznał, że utwór jest powoli budowaną balladą, opartą na często zmieniającym skalę wokalu Aguilery; głos wykonawczyni Caramanica opisał jako „wulkaniczny”. Pracujący dla serwisu PopCrush.com Michael Gallucci skwitował piosenkę jako „sensację”. Mesfin Fekadu z The Huffington Post powtórzył opinię Gallucciego, wskazując w recenzji Lotusa „Blank Page” jako „wybitną, fortepianową balladę”; korzystnie ocenił również współautorstwo Sii Furler. Melinda Newman (HitFix.com) pisała o „Blank Page” jako o „zwalniającej pracę serca balladzie, dotyczącej (...) chęci naprawienia szkody wyrządzonej ukochanej osobie”, w której Aguilera „śpiewa dramatycznie ponad brzmieniem fortepianu”. Newman uznała, że choć dla niektórych słuchaczy utwór może być zbyt cukierkowy, z pewnością spełni oczekiwania wielu fanów wykonawczyni.
Sarah Godfrey, dziennikarka The Washington Post, stwierdziła, iż piosenka „korzysta z utartych metafor i sięga wysokich rejestrów wokalnych”, a „ten rodzaj kombinacji przypadnie do gustu miłośnikom popisowego kawałka Aguilery, 'Beautiful'”. W mieszanej recenzji Jim Farber z pisma New York Daily News uznał, że w „Blank Page” Aguilera „spogląda wstecz i bierze na siebie winę”. „To ładny utwór, w którym pobrzmiewają echa twórczości Adele. ‘Page’ nie tylko korzysta z tej samej aranżacji, co 'Someone Like You', Aguilera precyzyjnie naśladuje także manierę wokalną Adele” – wnioskował Farber. Również Celina Murphy z dublińskiego magazynu Hot Press podkreśliła podobieństwo między „Blank Page” a dokonaniami brytyjskiej wokalistki, nazywając balladę „wyciskaczem łez na miarę Adele”. W obszernym omówieniu Mike Wass (Idolator) napisał: „Napisany przez Się ‘Blank Page’ udowadnia, że Xtina rzeczywiście jest zdolna do stonowania, kiedy materiał (albumu – przyp.) o to woła. Biorąc pod uwagę skłonności autorki Sii do tworzenia muzyki alternatywnej, dziwi fakt, iż ta ballada jest najprostszym kawałkiem na płycie Lotus. Utwór nawiązuje do płomiennych kompozycji z dawnych lat – ‘Blank Page’ brzmi, jakby nagrany został w 1972 roku; wszystko dzięki tęsknemu tekstowi i rzadkiej produkcyjnej uprzejmości Chrisa Braide’a. Piękna piosenka o wołaniu o miłość może się nie sprawdzić jako przebój formatu Top 40, ale zasługuje na dotarcie do szerszego grona odbiorców”. Pamflecistka współpracująca z gazetą The A.V. Club, Annie Zaleski, chwaliła dwie „minimalistyczne” ballady z Lotusa: „Blank Page” i „Sing for Me”.

### Rankingi
| Rok  | Wydawca         | Notowanie                  | Miejsce | Przypis |
| ---- | --------------- | -------------------------- | ------- | ------- |
| 2013 | All About Music | Najlepsze utwory 2012 roku | 3.      | [ 23 ]  |

## Promocja i wykonania koncertowe
9 stycznia 2013 roku Aguilera wykonała „Blank Page” przed publicznością zgromadzoną na gali People’s Choice Awards w Nokia Theatre w Los Angeles. Wystąpiła otoczona świecami, w stonowanym stroju. Tuż po występie artystka została uhonorowana statuetką People’s Voice, przyznaną ze względu na talent wokalny. Według Amy Sciarretto (PopCrush.com), wykonanie było „proste i niczym nieograniczone”, a Aguilera potrafiła „skupić swoim głosem uwagę każdej osoby znajdującej się na widowni”. Lauren Moraski (CBS News) okrzyknęła koncert jako „chwytający za serce”. Tanya Rad, prezenterka stacji radiowej KIIS-FM, oznajmiła, że występ Aguilery przyprawił ją o dreszcze, a piosenka, którą zaśpiewała, jest „piękna i potężna”.
28 maja 2016 występ artystki przed dwustutysięczną widownią zamknął marokański festiwal muzyczny Mawazine. Wśród dwudziestu odśpiewanych przez Aguilerę piosenek znalazła się ballada „Blank Page”, poprzedzona fragmentem „I Am” z albumu Bionic. W lipcu 2017 wokalistka wystąpiła z utworem podczas koncertu Northwestern Mutual w hali BMO Harris Bradley Center w Milwaukee.

## Twórcy
- Główne wokale: Christina Aguilera
- Producent: Chris Braide
- Autor: Christina Aguilera, Chris Braide, Sia Furler
- Programming, aranżacja instrumentów, fortepian, keyboard: Chris Braide
- Nagrywanie wokalu: Oscar Ramirez

## Pozycje na listach przebojów
| Kraj             | Notowanie (2012) | Wydawca    | Najwyższa pozycja |
| ---------------- | ---------------- | ---------- | ----------------- |
| Korea Południowa | Top 100 Singles  | Gaon Chart | 53                |